# Octodad
Octodad è un videogioco freeware del 2010, sviluppato e pubblicato da un gruppo di studenti della DePaul University, molti dei quali andrebbero a formare la Young Horses, Inc., sviluppatori del sequel Octodad: Dadliest Catch.
Il videogioco è stato sviluppato per l'Independent Games Festival del 2011 e diventerà uno degli otto vincitori del premio Student Showcase di quell'anno.
La trama di Octodad ruota attorno all'omonimo personaggio, un polpo antropomorfo sotto copertura con famiglia che completando varie faccende domestiche e compiti cerca di mantenere il segreto della sua natura. Il gameplay consiste principalmente nella fisica ragdoll che trasforma compiti banali in sfide significative. 
Il 30 gennaio 2014 è stato pubblicato il sequel Octodad: Dadliest Catch. Quest'ultimo è uno dei primi titoli ad aver ricevuto lo Steam Greenlight.

## Trama
Il giocatore controlla un polpo antropomorfo con una normale famiglia umana. Il gameplay ruota in gran parte intorno all'equilibrio di mantenere viva questa farsa mentre completa le faccende domestiche ed elude il crescente sospetto di sua moglie Scarlet sullo strano comportamento del marito. L'antagonista del gioco è lo chef giapponese maniacale Fujimoto, che cerca ossessivamente di svelare il segreto del polpo e cucinarlo. Fujimoto è l'unico personaggio che vede fin dall'inizio il travestimento del protagonista
.

## Modalità di gioco
In Octodad sono presenti due diverse modalità che permette al giocatore di completare le attività e andare avanti nel gioco. La prima è la modalità predefinita, utilizzata per spostare il personaggio (che controlla i propri arti indipendentemente) principalmente all'interno dei confini della casa di famiglia. La seconda è la modalità "attacco" dove il giocatore può controllare esclusivamente le gambe.

## Sviluppo
Il team originale di Octodad era composto da diciotto studenti che frequentavano la DePaul University di Chicago, Illinois, otto dei quali andarono a formare la Young Horses Inc, il team dietro al sequel Octodad: Dadliest Catch. L'idea è nata da uno scherzo derivato da un'altra idea del programmatore Phillip Tibitoski, nata dalla frustrazione sul "non riuscire a inventare qualcosa di originale". La trama è ispirata ad alcuni film come Men in Black e Essere John Malkovich, mentre il gameplay al videogioco Jurassic Park Trespasser, in particolare i controlli .Lo sviluppatore Phil Tibotski ha dichiarato che i controlli di Trespasser erano nati come una funzionalità innovativa che alla fine si è rivelata disastrosa e che il team ha voluto utilizzare per rendere divertente il videogioco attraverso il gameplay.
Durante lo sviluppo del videogioco, gli schemi di controllo del personaggio hanno comportato problemi di conversazione, prendendo in considerazioni formati diversi tra loro tra cui il tradizionale formato WASD, nonché l'uso di un mouse secondario. Alla fine si è optato per l'attuale schema di controllo, puntato sul trascinamento di ogni singolo arto del personaggio tramite l'utilizzo del mouse.
Nella sua forma attuale, Young Horses Inc è composto da otto dei 18 sviluppatori originali; tuttavia, questi ultimi sono sottoscritti nei diritti di Octodad in cambio di una quota dell'azienda e royalties provenienti dal sequel Octodad: Dadliest Catch.